# Robert Sibbald

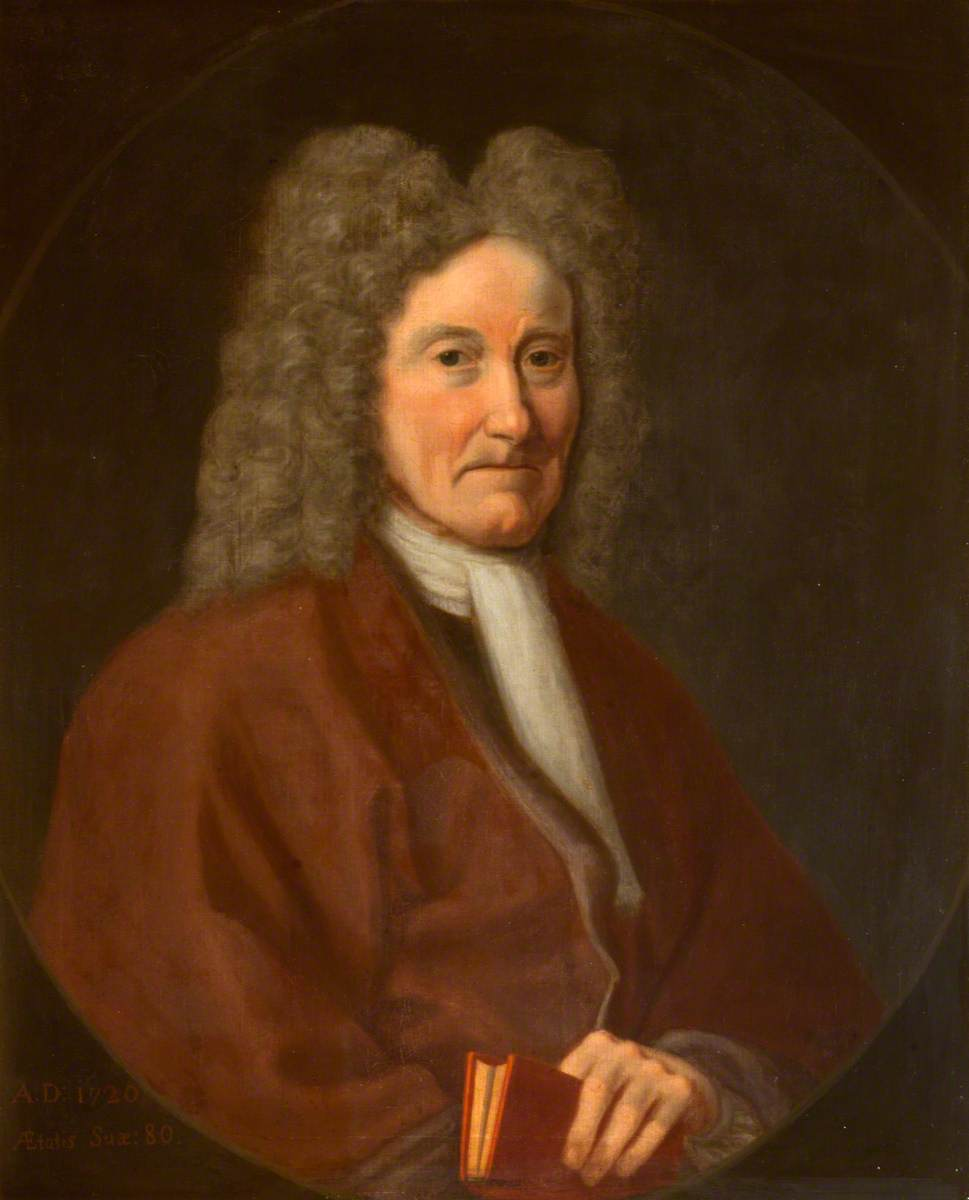
Robert Sibbald

Sir Robert Sibbald (* 15. April 1641 bei Leslie, Fife; † 9. August 1722 in Edinburgh) war ein schottischer Arzt und Geograph.

## Leben und Wirken
Sibbald war das fünfte Kind und der dritte Sohn von David Sibbald (1589–1660) und dessen Frau Margaret Boyd (1606–1672). 1645 floh die Familie vor der Pest nach Linlithgow. 1650 begann er Latein auf der Stadtschule von Cupar zu lernen, zog aber mit seinen Eltern im folgenden Jahr nach Dundee. Sibbald lernte an der Royal High School in Edinburgh und studierte dort von 1653 bis 1659 an der Universität Edinburgh. Am 14. Juli 1659 erhielt er in Edinburgh seinen Abschluss als Magister artium (M.A.). Im März 1660 ging Sibbald nach Holland und absolvierte an der Universität Leiden Kurse in Anatomie und Chirurgie. Hier blieb er 18 Monate. Von Leiden zog Sibbald für neun Monate nach Paris und wechselte anschließend nach Angers. Am 17. Juni 1662 wurde er dort zum Doktor der Medizin (M.D.) graduiert. Nach einem kurzen Zwischenaufenthalt in London kehrte Sibbald am 30. Oktober 1662 nach Schottland zurück.
Gemeinsam mit Andrew Balfour legte er 1670 den Botanischen Garten Edinburgh an. Sibbald gehörte zu einer Gruppe von Ärzten, die sich 1681 bei Karl II. für die Gründung des Royal College of Physicians of Edinburgh einsetzte.
Durch James Drummond, 4. Earl of Perth (1648–1716) angeregt sammelte er Material für eine geographische, statistische und naturhistorische Beschreibung Schottlands. Diese erschien 1684 unter dem Titel Scotia illustrata. Durch Drummonds Einfluss wurde er am 30. September 1682 zum „Königlichen Geograph von Schottland“ ernannt. Später wurde er Arzt von Karl II.
Am 4. Dezember 1684 wurde Sibbald zum Präsidenten des Royal College of Physicians of Edinburgh gewählt. Am 5. März 1685 wurde er auf Beschluss der Stadt Edinburgh zum ersten Professor für Medizin an der Universität berufen.

## Ehrungen
1682 schlug ihn Prince James Stuart, 1. Duke of York, zum Knight Bachelor („Sir“).
Carl von Linné benannte ihm zu Ehren die Gattung Sibbaldia der Pflanzenfamilie der Rosengewächse (Rosaceae). Sibbald hatte in Scotia Illustrata zum ersten Mal eine Pflanze dieser Gattung, den Gelbling Sibbaldia procumbens, beschrieben. Auch die Pflanzengattung Sibbaldianthe Juz. (1941) aus der Familie der Rosengewächse (Rosaceae) ist Sibbald zu Ehren so benannt.

## Schriften (Auswahl)
- Disputatio medica de variis tabis speciebus. Leiden 1661 – Dissertation unter Frans de Le Boë (1614–1672).
- An account of the Scotish atlas, or, The description of Scotland ancient & modern […]. Edinburgh 1683 (Volltext, Digitalisat).
- Nuncius Scoto-Britannus, sive Admonitio de atlante scotico seu descriptione Scotiae antiquae et modernae […]. Edinburgh 1683 (Digitalisat).
- Scotia illustrata sive Prodromus historiæ naturalis  […]. Edinburgh 1684 (Digitalisat, Digitalisat).
- Phalainologia nova, sive observationes de rarioribus quibusdam balaenis in Scotiae littus nuper ejectis […]. Edinburgh 1692 (Digitalisat, Digitalisat).
- Theatrum Scotiae. Containing the prospects of their Majesties castles and palaces: together with those of the most considerable towns and colleges […]. London 1693 (Volltext).
- An essay concerning the Thule of the ancients. Edinburgh 1693.
- Auctarium musaei Balfouriani, e musæo Sibbaldiano, sive, Enumeratio & descriptio rerum rariorum, tàm naturalium quam artificialium, tàm domesticarum quàm exoticarum quas Robertus Sibbaldus M.D. eques auratus, Academie Edinburgenae donavit : quae quasi manuductio brevis est, ad historiam naturalem. Edinburgh 1697
- The history, ancient and modern, of the sheriffdoms of Fife and Kinross : with the description of both, and of the firths of Forth and Tay, and the islands in them … with an account of the natural products of the land and waters. Edinburgh 1710.